# FC Politehnica Iași
FC Politehnica Iași (voller Name Fotbal Club Politehnica Iași, oft auch nur kurz Politehnica Iași) ist ein Fußballverein aus der nordostrumänischen Stadt Iași. Der Klub ist unmittelbarer Nachfolger des im Jahr 2010 wegen Insolvenz aufgelösten Vereins Politehnica Iași und spielt zur Saison 2025/26 in der zweitklassigen Liga II.

## Geschichte
Im August 2010 fusionierten die Vereine Navobi Iași und CSO Tricolorul Breaza (aus der Stadt Breaza) unter dem Namen CSMU Politehnica Iași, der in der Liga II antrat. Im Sommer 2011 kam es zur Umbenennung in den heutigen Namen CSMS Iași, um Verwechslungen mit der ehemaligen Équipe Politehnica Iași auszuschließen. Nach Aufstieg aus der Liga II zum Ende der Spielzeit 2011/12 spielte der Verein in der obersten Spielklasse des Landes, der Liga 1, musste aber nach Rang 17 bereits nach einer Saison wieder absteigen und schaffte in der Folgesaison als Erster der Staffel 1 den direkten Wiederaufstieg. Seit 2018 trägt der Verein den Namen FC Politehnica Iași.

## Ehemalige Trainer
- Ionuț Popa (Sommer 2010 bis Oktober 2010, August 2011 bis August 2012)
- Marius Baciu (Juni 2011 bis August 2011)
- Liviu Ciobotariu (August 2012 bis April 2013)
- Sorin Cârțu (April 2013 bis Sommer 2013)
- Constantin Enache (Sommer 2013 bis Oktober 2013)
- Marius Lăcătuș (seit Oktober 2013)

## Kader der Saison 2025/26
Stand: 19. August 2025
| Nr. |                  | Position | Name               |
| --- | ---------------- | -------- | ------------------ |
| 2   | Ghana            | AB       | Mohammed Umar      |
| 4   | Spanien          | AB       | Carlos Inglada     |
| 6   | Rumänien         | AB       | Ricardo Farcaș     |
| 7   | Rumänien         | MF       | Alexandru Jipa     |
| 9   | Rumänien         | ST       | Bogdan Istratie    |
| 10  | Rumänien         | MF       | Dragoș Iancu       |
| 11  | Rumänien         | MF       | Alexandru Hrib     |
| 12  | Rumänien         | TW       | Toma Niga          |
| 14  | Rumänien         | MF       | Tudor Pojar        |
| 15  | Äquatorialguinea | AB       | José Elo           |
| 17  | Portugal         | AB       | Rúben Silva        |
| 19  | Guinea-a         | ST       | Sekou Camara       |
| 20  | Rumänien         | AB       | Ștefan Ștefanovici |

| Nr. |            | Position | Name              |
| --- | ---------- | -------- | ----------------- |
| 22  | Portugal   | ST       | Bruninho          |
| 27  | Rumänien   | AB       | Rareș Ispas       |
| 30  | Rumänien   | AB       | Alin Șeroni       |
| 37  | Frankreich | ST       | Jean-Pierre Tiéhi |
| 66  | Rumänien   | AB       | Ștefan Opriș      |
| 77  | Rumänien   | MF       | Denis Ciobanu     |
| 88  | Spanien    | TW       | Jesús Fernández   |
| 92  | Rumänien   | MF       | Alexandru Dumitru |
| 94  | Frankreich | ST       | Stéphane Ferhaoui |
|     | Rumänien   | MF       | Darius Ghindovean |
|     | Ghana      | ST       | Kingsley Ofori    |
|     | Rumänien   | MF       | Răzvan Gligor     |
|     | Rumänien   | AB       | Andrei Dinescu    |